# San Cosmo Albanese
San Cosmo Albanese (arberesjiska Strihari) är en arberesjisk ort i provinsen Cosenza i Kalabrien, Italien. Kommunen hade −596 invånare (2018). och gränsar till kommunerna Acri, Corigliano Calabro, San Demetrio Corone, San Giorgio Albanese och Vaccarizzo Albanese.[källa behövs]